# 152-мм полевая гаубица образца 1910 года
6 дюймовая полевая гаубица образца 1910 года — российская лёгкая полевая гаубица периода Первой мировой войны, разработанная французской оружейной фирмой «Шнейдер» и стоявшая на вооружении Российской Империи, Финляндии и СССР.

## Создание
Значительное внимание полевой тяжёлой артиллерии стали уделять в России после русско-японской войны, когда выяснилось, что в условиях позиционных боев для успешного наступления пехотных полков и батальонов необходимо было прежде подавить долговременные огневые точки и укрепления противника. Полевая 152-мм гаубица была разработана французской фирмой «Шнейдер». Её опытный образец был доставлен на Главный артиллерийский полигон в середине 1909 года. Система успешно прошла испытания с 9 августа по 10 декабря 1909 года и в 1910 году система была принята на вооружение под наименованием «152-мм полевая гаубица образца 1910 г.». Производство 152-мм полевой гаубицы развернули на Путиловском и Пермском заводах, первые орудия стали поступать в войска в 1912 году. В Русской армии одновременно на вооружении были две 152-мм гаубицы: крепостная образца 1909 г. и полевая образца 1910 г., обе системы Шнейдера и весьма схожей конструкции.

## Описание
152-мм гаубица обр. 1910 г. являлась классическим орудием периода Первой мировой войны. Короткий (12 калибров) ствол помещался на однобрусном лафете, что сильно уменьшало углы горизонтальной наводки орудия. Противооткатные устройства смонтированы в салазках, откатывающихся вместе со стволом при выстреле. Компрессор гидравлический, веретённого типа. Накатник пневматический. Подъёмный механизм имел два зубчатых сектора, прикреплённых к люльке. Затвор поршневой эксцентрический. Колёса деревянные, подрессоривание отсутствовало . Орудие перемещалось главным образом конной тягой (восьмёрка лошадей), для чего имелся передок. Снаряды и заряды перевозились отдельно в специальных зарядных ящиках шестёркой лошадей, на каждую гаубицу полагалось три зарядных ящика.

## Организационна-штатная структура
По Мобилизационному плану, предполагалось создать тяжелые артиллерийские дивизионы в составе одной батарее 107-мм пушек образца 1910 года (4 орудия) и двух батарей 152 мм гаубиц. Но их создать не успели и сформированные батареи передали армиям. Ещё эти гаубицы стояли на вооружении Тяжёлой артиллерии особого назначения.

## Применение
Орудие использовалось для стрельбы с закрытых позиций по окопанной и открыто расположенной живой силе противника, его фортификациям и заграждениям, для контрбатарейной борьбы и уничтожения важных объектов во вражеском ближнем тылу. У артиллеристов гаубица снискала себе репутацию надёжного и точного при стрельбе орудия.

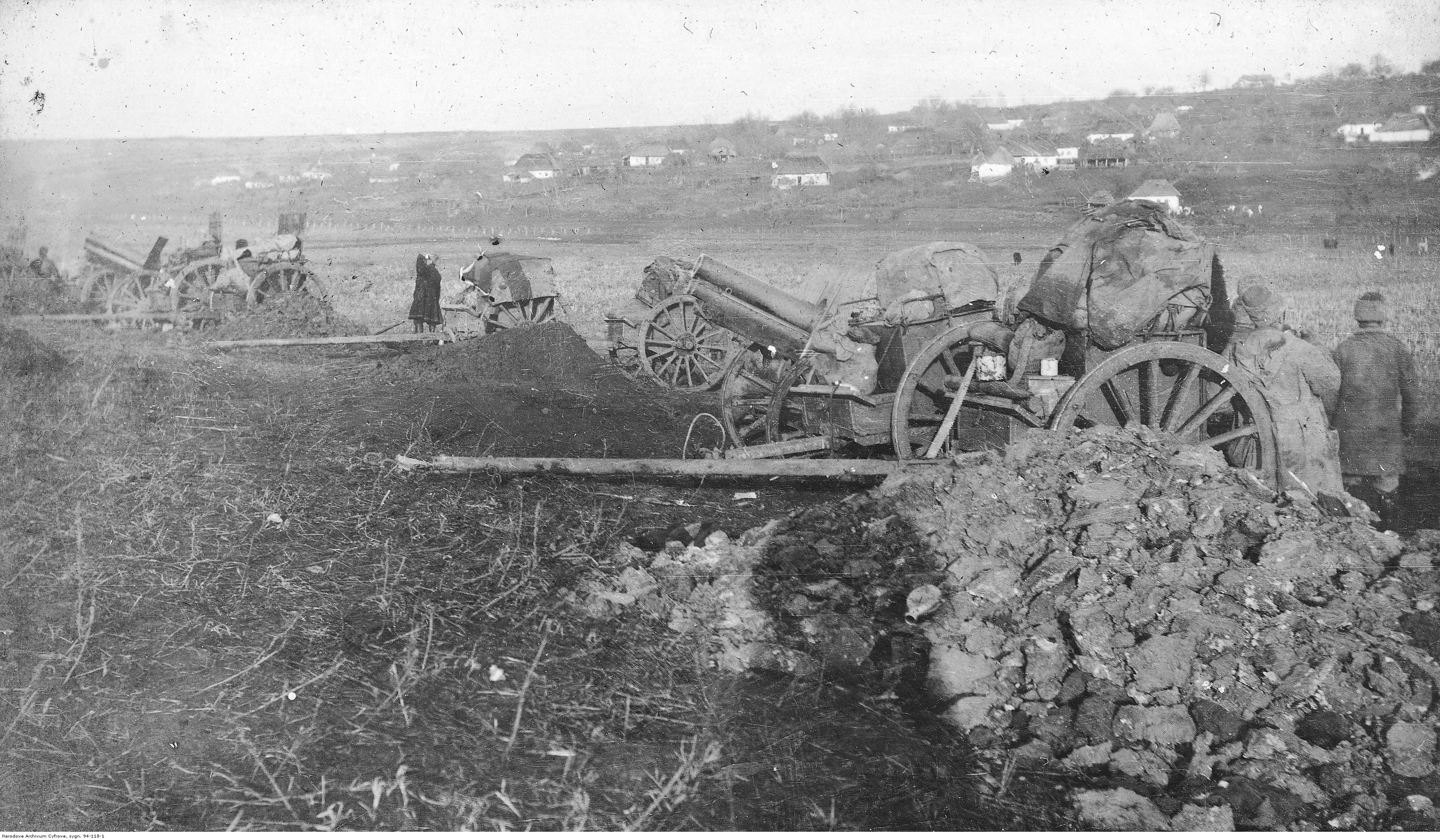
В Бессарабии, 1915
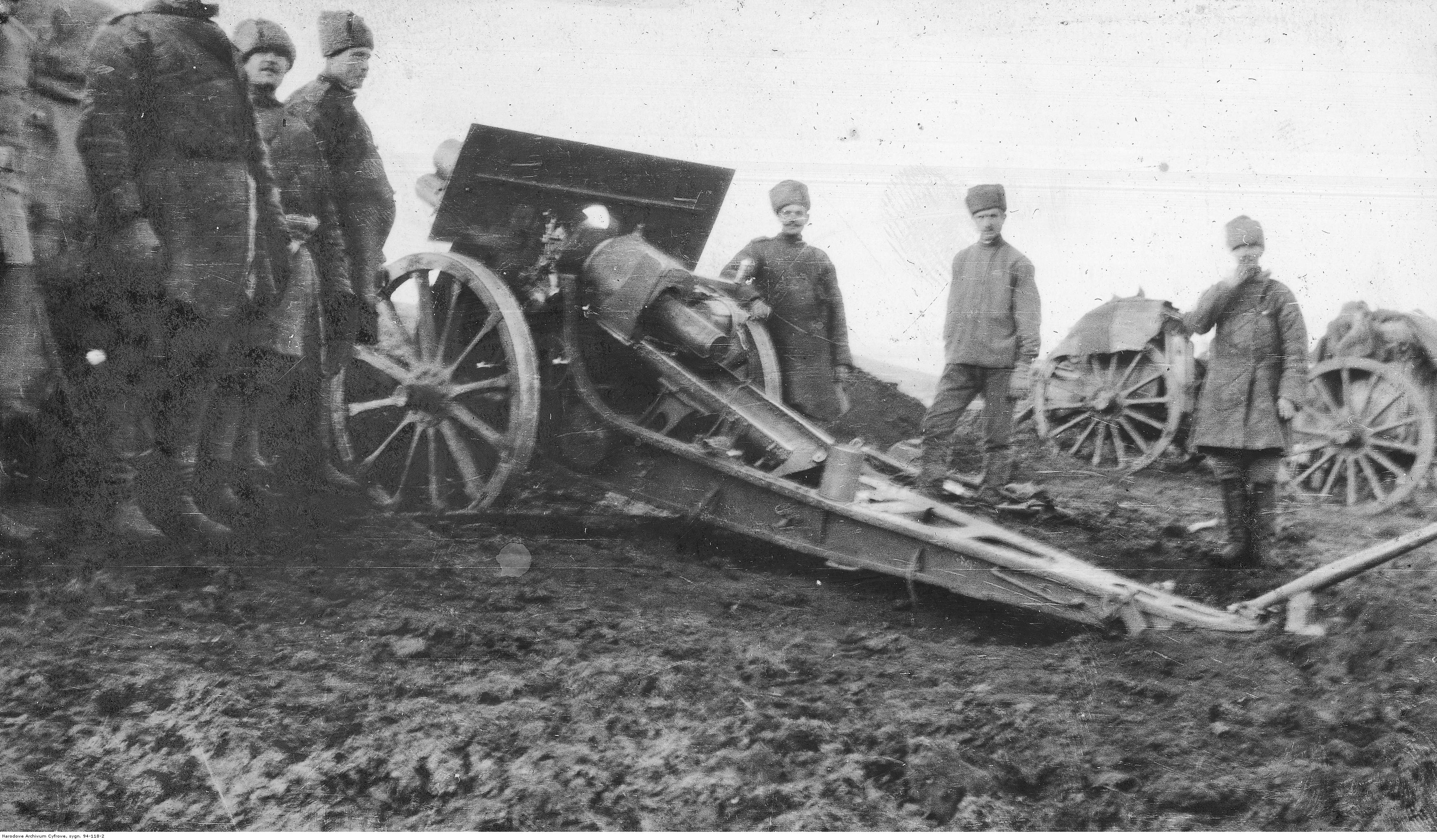
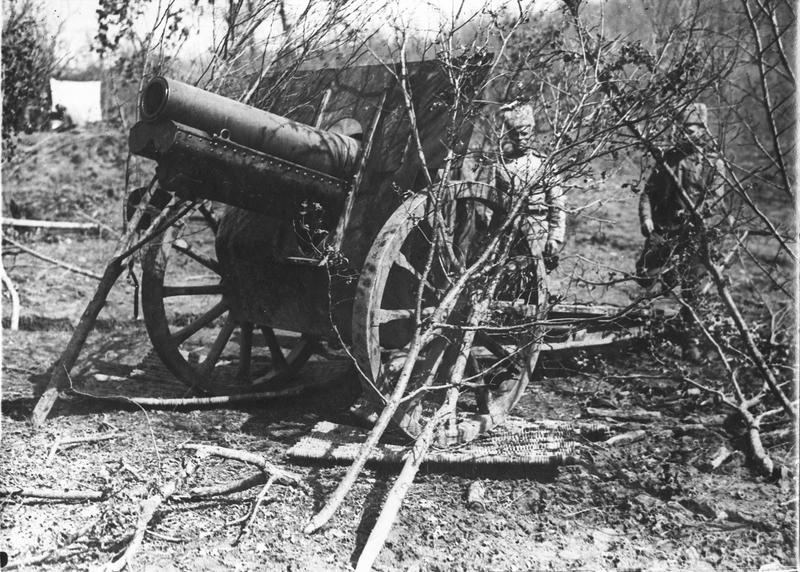
В Румынии, 1917
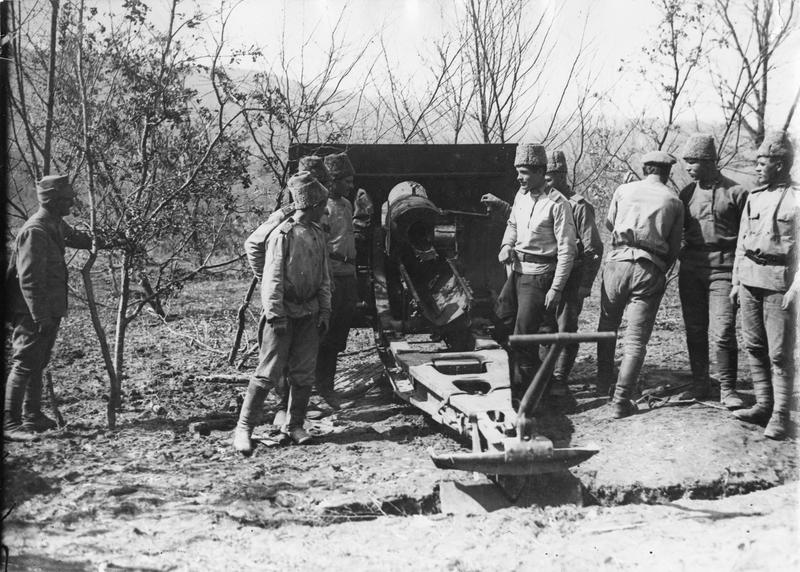

## Производство
Было выпущено около 381 гаубиц. 
В основном гаубицу выпускал Путиловский завод.

## Боеприпасы
Для стрельбы использовались 4 типа зарядов, фугасные гранаты весом 41 кг и шрапнель.

## Оценка проекта
Гаубица образца 1910 года была очень хорошим орудием для тех лет. Главными недостатками являлись неподрессоренный колесный ход, ограничивающий скорость возки до 9 км/ч и короткий ствол.

## Сохранившиеся экземпляры

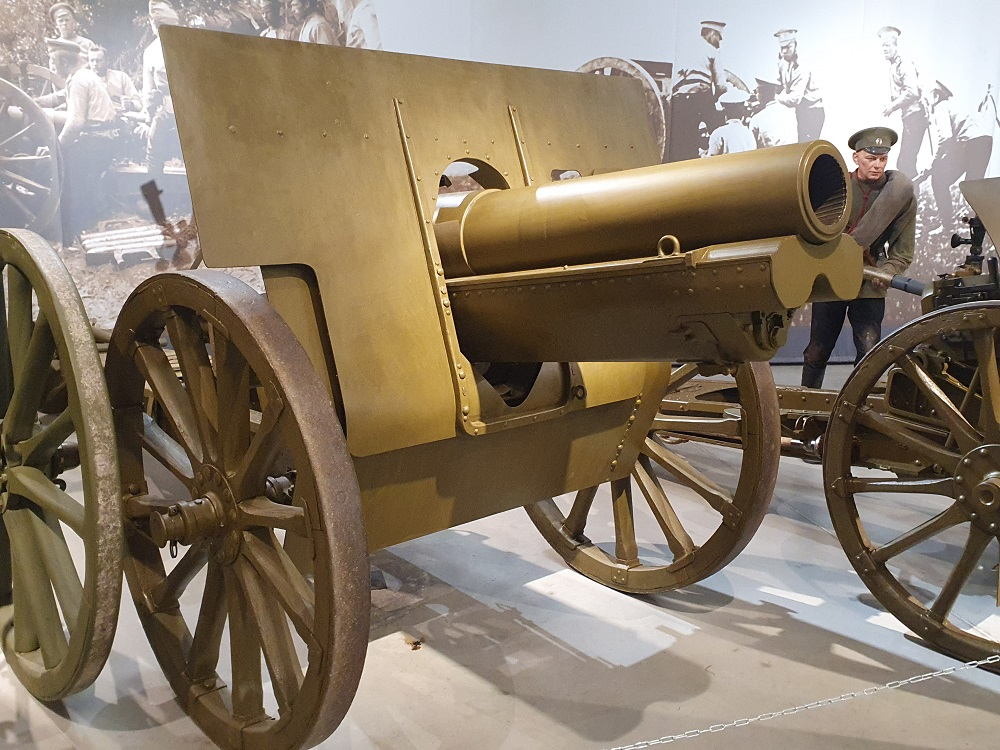
152-мм полевая гаубица образца 1910 г. в Музее отечественной военной истории

152-мм полевая гаубица системы Шнейдера образца 1910 года экспонируется в Музее отечественной военной истории в Падиково (Московская область).  Представленная в экспозиции 152-мм полевая гаубица примечательна тем, что она не прошла советскую модернизацию и сохранила конструкцию образца 1910 года.  